# Promachus princeps
Promachus princeps là một loài ruồi trong họ Asilidae. Promachus princeps được Williston miêu tả năm 1885. Loài này phân bố ở vùng Tân Bắc giới.